# Amtsgericht Grevesmühlen

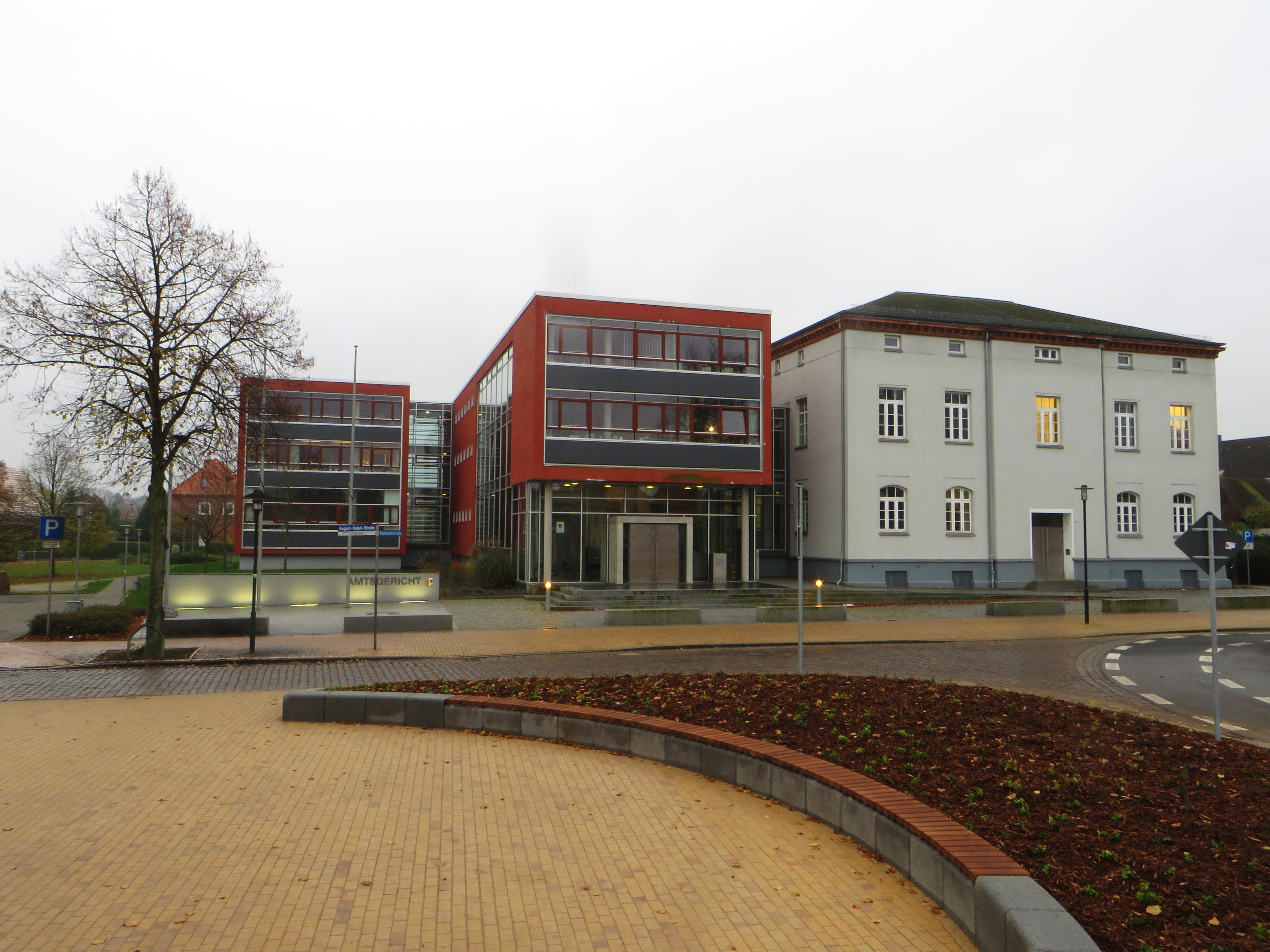
Gebäude des ehemaligen Amtsgerichts Grevesmühlen (2014)

Das Amtsgericht Grevesmühlen war ein Gericht der ordentlichen Gerichtsbarkeit des Landes Mecklenburg-Vorpommern im Bezirk des Landgerichts Schwerin. Es wurde zum 13. Juli 2015 durch die Gerichtsstrukturreform aufgehoben und in eine Zweigstelle im Amtsgerichtsbezirk Wismar umgewandelt.

## Geschichte

### Mecklenburg-Schwerin
In Grevesmühlen befanden sich vor 1879 ein Großherzogliches Amtsgericht Grevesmühlen, das Magistratsgericht Grevesmühlen und Patrimonialgerichte als Eingangsgerichte.
Im Rahmen der Reichsjustizgesetze wurden die bestehenden Gerichte des Großherzogtums Mecklenburg-Schwerin aufgelöst und Amts-, Landes- und Oberlandesgerichte gebildet. Das Amtsgericht Grevesmühlen-Dassow-Klütz war dem Landgericht Schwerin und dem Oberlandesgericht Rostock nachgeordnet. Am Gericht bestanden 1880 zwei Richterstellen und es war für 20.931 Gerichtseingesessene zuständig. Das Amtsgericht war damit ein mittelgroßes Amtsgericht im Landgerichtsbezirk. Gerichtstage wurden in Dassow und Klütz abgehalten.
Der Gerichtsbezirk des Amtsgerichts Grevesmühlen umfasste die Stadt Grevesmühlen mit Grenzhausen und Poischower Mühle, aus dem Dominialamt Grevesmühlen Barendorf, Boienhagen, Boltenhagen, Bonnhagen, Börzow, Bössow (Anteil), Büttlingen, Degetow, Diederichshagen, Friedrichshagen mit Overhagen, Gantenbeck, Gorstorf, Greschendorf mit Neu Greschendorf, Grevenstein (Hof), Fürstlich Gutow, Hamberge mit Everstorf, Hilgendorf, Holm, Jamel (Hof), Kastahn, Klütz (Anteil), Kühlenstein, Wallentin, Meierstorf mit Sternkrug, Raschendorf mit Hungerstorf, Plüschow (Hof und Mühle), Groß Pravtshagen, Klein Pravtshagen mit Hohen-Schönberg (Anteil), Questin, Reppenhagen (Hof), Roggenstorf mit Erbmühle zu Grevenstein, Roxin, Santow, Rüting (Hof, Dorf und Mühle), Schildberg, Sievershagen (Hof und Dorf), Rütinger Steinfort, Testorf, Testorfer Steinfort, Tantenhagen, Tarnewitz, Thorstorf, Tramm (Anteil), Upahl, Groß Vogtshagen (Hof und Mühle), Klein Vogtshagen, Warnkenhagen mit Krummbrot, Warnow, Welzin mit Reppenhagen, Wichmannsdorf, Wotenitz (Hof und Dorf), Wüstenmark mit Forsthof Seefeld, aus dem ritterschaftlichen Amt Gadebusch Feese, aus dem ritterschaftlichen Amt Grevesmühlen, Barendorf, Benekendorf, Bernstorf mit Pieverstorf, Teschow und Wilkenhagen, Bössow (Osthof und Westhof), Bothmer mit Arpshagen, Bahlen, Hofzumfelde, Klütz (Flecken), Nieder-Klütz, Ober-Klütz und Hohen-Schönberg, Brook, Christinenfeld, Damshagen mit Redderhagen und Pohnstorf, Dönkendorf, Elmenhorst, Goldbeck, Gramkow, Großenhof mit Wohlenhagen, Grundshagen, Hanshagen, Hartensee, Harmshagen, Hoose, Hoickendorf, Johannestorf, Kalkhorst mit Borkenhagen, Kaltenhof, Lüthenhof mit Dassow und Vorwerk, Hof Mummendorf, Kirch Mummendorf, Neuenhagen, Oberhof mit Wohlenberg, Parin mit Gutow, Küssow, Moor und Rolofshagen, Pötenitz mit Bolkstorf, Prieschendorf mit Benedictinenwerk, Flechtkrug und Tramm (Anteil), Rankendorf, Perrenhagen, Rethwisch mit Hafthagen, Rosenhagen, Schmachthagen, Groß Schwansee, Klein Schwansee mit Neuenhagen (Anteil), Steinbeck, Fräulein Steinfort, Stellshagen, Tarnewizerhagen, Wahrstorf, Groß Walmstorf mit Jassewitz und Niendorf, Klein Walmstorf mit Thorstorfer Mühle, Wieschendorf mit Feldhusen und Neuenhagen (Anteil) sowie Wilmstorf.

### DDR
In der DDR wurden die Amtsgerichte 1952 aufgelöst und einheitlich Kreisgerichte gebildet. Grevesmühlen kam zum Kreis Grevesmühlen und es entstand so das Kreisgericht Grevesmühlen, welches dem Bezirksgericht Rostock nachgeordnet war. Nach dem Zusammenbruch der DDR wurden die Kreisgerichte durch das Gerichtsstrukturgesetz wieder aufgehoben und erneut Amtsgerichte gebildet. In Grevesmühlen entstand damit das Amtsgericht Grevesmühlen neu.

### Gerichtssitz und -bezirk nach der DDR-Zeit

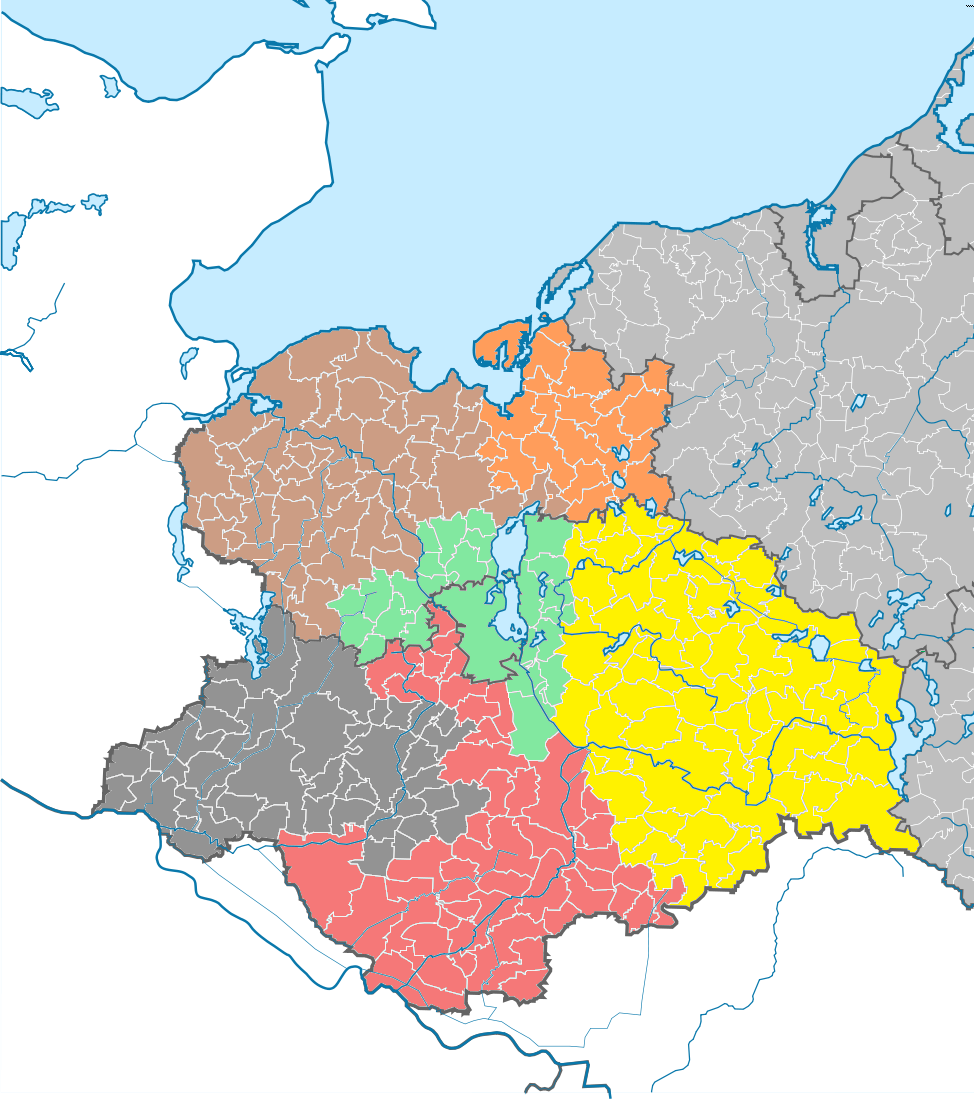
Gerichtsbezirke der dem LG Schwerin nachgeordneten Amtsgerichte bis zum 5. Oktober 2014
AG Grevesmühlen
AG Schwerin
AG Hagenow
AG Ludwigslust
AG Wismar
AG Parchim

Das Gericht hatte seinen Sitz in der Stadt Grevesmühlen.
Der Gerichtsbezirk umfasste das Gebiet der folgenden Städte und Gemeinden.
| - Bad Kleinen, - Barnekow, - Bernstorf, - Bobitz, - Boltenhagen, - Carlow, - Damshagen, - Dassow, - Dechow, - Dragun, | - Gadebusch, - Gägelow, - Grevesmühlen, - Grieben, - Groß Molzahn, - Groß Siemz, - Hohen Viecheln, - Hohenkirchen, - Holdorf, - Kalkhorst, | - Klütz, - Kneese, - Königsfeld, - Krembz, - Lockwisch, - Lüdersdorf, - Menzendorf, - Mühlen Eichsen, - Niendorf, - Plüschow, | - Rehna, - Rieps, - Roduchelstorf, - Roggendorf, - Roggenstorf, - Rögnitz, - Rüting, - Schlagsdorf, - Schönberg, - Selmsdorf, | - Stepenitztal, - Testorf-Steinfort, - Thandorf, - Upahl, - Utecht, - Veelböken, - Ventschow, - Warnow, - Wedendorfersee und - Zierow |

Durch die Auflösung des Gerichts wurden sämtliche Städte und Gemeinden in den Bezirk des Amtsgerichts Wismar eingegliedert.
Das Amtsgericht Gadebusch war seit 1. Januar 1998 eine Zweigstelle des Amtsgerichts Grevesmühlen und wurde zur Kostensenkung zum 15. September 2000 geschlossen.

## Gebäude
Das Gericht befand sich in der Bahnhofstraße 2-4. Dort ist jetzt die Zweigstelle untergebracht.

## Übergeordnete Gerichte
Dem Amtsgericht Grevesmühlen war das Landgericht Schwerin übergeordnet. Zuständiges Oberlandesgericht war das Oberlandesgericht Rostock.
Durch die Umwandlung des Amtsgerichts in eine Zweigstelle des Amtsgerichts Wismar bleibt es bei der Zuständigkeit des Landgerichts Schwerin und des Oberlandesgerichts Rostock.